# Manfred Fallisch
Manfred Fallisch (* 16. Dezember 1935 in Bockum-Hövel) ist ein ehemaliger deutscher Fußballspieler. Der Offensivspieler hat von 1955 bis 1962 bei den Vereinen Preußen Münster, Hamborn 07 und TSV 1860 München in den Fußball-Oberligen West und Süd insgesamt 89 Ligaspiele absolviert und dabei 18 Tore erzielt. Dazu kamen noch in der 2. Liga West 71 Ligaeinsätze mit 23 Toren und in der zweitklassigen Fußball-Regionalliga West 67 Ligaspiele mit 27 Toren.

## Laufbahn
Fallisch begann seine Karriere bei Preußen Münster und absolvierte in der Saison 1955/56 unter Trainer Paul Böhm an der Seite von Mitspielern wie Felix Gerritzen, Edelbert Rey, Adolf Scheidt, Siegfried Rachuba, Josef Lammers und Harald Hardtke in der Rückrunde im März und April 1956 drei Oberligaspiele. Zur Saison 1956/57 wechselte er zu Hamborn 07 in die 2. Liga West. Da war auch Trainer Böhm gelandet und er führte den jungen Angreifer zu 27 Ligaeinsätzen mit sechs Toren. Die Hamborner „Löwen“ gewannen mit Leistungsträgern wie Walter Dongmann, Adolf Kallenborn und Rolf Schafstall die Meisterschaft und kehrten damit wieder in die Oberliga West zurück. In der Oberligarunde 1957/58 waren die Hamborner aber überfordert – Fallisch hatte in 12 Einsätzen ein Tor erzielt – und stiegen sofort wieder in die 2. Liga ab. Unter Trainer Franz Fuchs glückte 1958/59 erneut die Meisterschaft und Rückkehr in die Oberliga West. Dazu hatte Fallisch in 26 Ligaeinsätzen acht Tore an der Seite des Torjägers Horst Jesih (26 Spiele – 27 Tore) beigesteuert. Der Angreifer ging jetzt aber nicht mit Hamborn in die Oberliga West, er unterschrieb zur Saison 1959/60 einen neuen Vertrag beim Südoberligisten München 1860 und wechselte nach Süddeutschland.
In seiner ersten Runde bei 1860, 1959/60, erzielte er unter Trainer Hans Hipp an der Seite Torjäger Rudolf Kölbl (22 Tore) in 27 Ligaeinsätzen sieben Tore und die Weiß-Blauen erreichten den 4. Rang. Im ersten Trainerjahr von Max Merkel, 1961/62, fand er noch für 20 weitere Ligaspiele Berücksichtigung, erzielte neben dem 26fachen Torschützen Rudolf Brunnenmeier wiederum sieben Tore, aber dann fiel er der Kaderbereinigung des Österreichers zum Opfer und wechselte im Sommer 1962 wieder in den Westen zurück. Er unterschrieb zur Saison 1962/63 bei Rot-Weiss Essen in der 2. Liga West einen neuen Vertrag. Trotz Mitspielern wie Eckehard Feigenspan – er war ebenfalls von 1860 zu RWE gewechselt -, Heinz-Dieter Hasebrink, Werner Kik, Otto Rehhagel und Herbert Weinberg erreichte er mit der Mannschaft aus Bergeborbeck nur den 6. Rang. Damit trat der Deutsche Meister des Jahres 1955 im Bundesligadebütjahr 1963/64, in der zweitklassigen Fußball-Regionalliga West an. Da konnte Fallisch seine Torausbeute in zwei Runden auf 27 Treffer ausbauen, aber der Einzug in die Bundesligaaufstiegsrunde glückte mit Essen nicht. 1965 beendete er seine höherklassige Karriere.